# Station Twardogóra Sycowska
Station Twardogóra Sycowska is een spoorwegstation in de Poolse plaats Twardogóra.